# Všesulov
Všesulov (německy Schösselhof) je obec v okrese Rakovník ve Středočeském kraji. Leží zhruba jedenáct kilometrů jihozápadně od Rakovníka. Aktuálně zde žije 106 obyvatel.

## Historie
Na začátku čtrnáctého století vesnice bývala součástí křivoklátského panství. Král Jan Lucemburský nechal v blíže neznámé době vysadit všesulovské a krakovské polnosti zákupním právem. Historik Václav Kočka bez opory v pramenech uvedl, že vesnici už v roce 1335 získal Hynek z Krakova. Ve druhé polovině čtrnáctého století se ves objevuje v církevních záznamech a po založeníKrakovce patřila k jádru hradního panství. Roku 1410 ji společně s hradem a dalšími vesnicemi koupil Jindřich Lefl z Lažan. V roce 1537 si Albrecht z Kolovrat nechal ve vsi postavil dvůr a tvrz, která se stala jeho sídlem. K jejími panství připojil vesnice, které po husitských válkách zůstávaly pusté.
Ve vsi Všesulov (270 obyvatel) byly v roce 1932 evidovány tyto živnosti a obchody: cihelna, továrna na cukrovinky, 2 hostince, kolář, kovář, pila, obchod s lahvovým pivem, obchod se smíšeným zbožím, školka, trafika, velkostatek Kec.

## Obyvatelstvo
| Rok            | 1869 | 1880 | 1890 | 1900 | 1910 | 1921 | 1930 | 1950 | 1961 | 1970 | 1980 | 1991 | 2001 | 2011 | 2021 |
| -------------- | ---- | ---- | ---- | ---- | ---- | ---- | ---- | ---- | ---- | ---- | ---- | ---- | ---- | ---- | ---- |
| Počet obyvatel | 271  | 265  | 252  | 257  | 223  | 307  | 270  | 159  | 191  | 165  | 100  | 91   | 94   | 133  | 99   |
| Počet domů     | 41   | 43   | 44   | 45   | 47   | 48   | 51   | 52   | 49   | 48   | 40   | 48   | 51   | 52   | 54   |

## Obecní správa
Obec je členem mikroregionu Čistá-Senomaty.

### Územněsprávní začlenění
Dějiny územněsprávního začleňování zahrnují období od roku 1850 do současnosti. V chronologickém přehledu je uvedena územně administrativní příslušnost obce v roce, kdy ke změně došlo:
- 1850 země česká, kraj Plzeň, politický a soudní okres Kralovice, obec Křekovice[10]
- 1855 země česká, kraj Plzeň, soudní okres Kralovice, obec Křekovice
- 1868 země česká, politický a soudní okres Kralovice, obec Křekovice
- 1920 země česká, politický a soudní okres Kralovice[11]
- 1939 země česká, Oberlandrat Plzeň, politický a soudní okres Kralovice[12]
- 1942 země česká, Oberlandrat Plzeň, politický a soudní okres Kralovice[13]
- 1945 země česká, správní a soudní okres Kralovice[14]
- 1949 Plzeňský kraj, okres Plasy[15]
- 1960 Středočeský kraj, okres Rakovník
- k 1. lednu 1980 Středočeský kraj, okres Rakovník, obec Čistá[11]
- k 24. listopadu 1990 Středočeský kraj, okres Rakovník[11]
- 2003 Středočeský kraj, obec s rozšířenou působností Rakovník

### Obecní symboly
Znak a vlajka byly obci uděleny rozhodnutím předsedy Poslanecké sněmovny Parlamentu České republiky dne 20. ledna 2005.

## Doprava
Obcí vede silnice II/229 Rakovník–Kralovice a železniční trať Rakovník–Mladotice. Jedná se o jednokolejnou regionální trať, doprava na ní byla zahájena roku 1899. Na území obce leží železniční zastávka Všesulov. V roce 2011 v obci měly zastávku autobusové linky jedoucí např. do těchto cílů: Jesenice, Kralovice, Rakovník, Všesulov (dopravci Václav Lexa – LEXTRANS a ANEXIA). Po železniční trati jezdilo v pracovní dny devět osobních vlaků a o víkendech osm osobních vlaků.

## Pamětihodnosti
- Kostel svatého Martina
- Socha svatého Jana Nepomuckého